# Savisaari (ö i Finland, Norra Savolax, Kuopio, lat 62,83, long 27,12)
Savisaari är en ö i Finland. Den ligger i sjön Kuttajärvi och i kommunen Kuopio i den ekonomiska regionen  Kuopio ekonomiska region  och landskapet Norra Savolax, i den centrala delen av landet, 300 km norr om huvudstaden Helsingfors. Öns area är 2,8 hektar och dess största längd är 280 meter i sydöst-nordvästlig riktning.